# Langvinzaagstaartkathaai
De langvinzaagstaartkathaai (Galeus cadenati) is een vissensoort uit de familie van de Pentanchidae. De wetenschappelijke naam van de soort is voor het eerst geldig gepubliceerd in 1966 door Springer.